# Negatív kalóriatartalmú étel
A negatív kalóriatartalmú étel egyes tudományosan megalapozatlan diétákban használt gyűjtőfogalom olyan élelmiszerekre (többnyire sok rostot tartalmazó zöldségekre és gyümölcsökre), amelyek megemésztése több energiát igényel, mint amennyit kinyer belőlük a szervezet, vagyis elfogyasztásuk kalóriaegyenlege negatív. Az elnevezés kissé félrevezető: a kalória az energia egyik mértékegysége, és maga az étel természetesen nem tartalmaz „negatív” energiát, hanem a feldolgozása során a szervezet összenergiamérlege lenne negatív. Egyes népszerű, de bizonyítékokkal alá nem támasztott elképzelések szerint a negatív kalória-diéta segítségével lehetséges úgy lefogyni, hogy közben annyit ehetünk, amennyit akarunk. Valójában a negatív kalóriatartalmúnak minősített ételek egyszerűen alacsony kalóriatartalmú élelmiszerek, amelyek kevés kalóriabevitelt jelentenek, viszont teltségérzetet okoznak, ezért elérhető velük fogyás.
A biztosan negatív energiamérlegű „élelmiszerek” közé tartozik a víz és emészthetetlen oldott anyagokat tartalmazó vizes főzetek (pl. „üres” tea vagy kávé), amelyek kalóriatartalma nulla. A hideg víz ivása nyilvánvalóan negatív energiamérleggel rendelkezik, hiszen nulla a kinyerhető kalória, viszont a vizet le kell nyelni, testhőmérsékletre kell melegíteni stb. Mindez dietetikai szempontból értelmezhetetlen, hiszen szervezetünket a létfenntartáshoz nélkülözhetetlen anyagoktól fosztjuk meg, illetve a víz nem oltja az éhségérzetet.
Természetesen a nagy kalóriatartalmú, feldolgozott ételek kiváltása zöldségekkel, gyümölcsökkel kiegyensúlyozottabb étrendet eredményez, ennek pozitív hatása azonban független a „negatív kalória” elméletétől.

## Külső hivatkozások
- Negative Calorie Diet: Diet Review
- Negative Calorie Foods!  Are They For Real? Archiválva 2007. december 13-i dátummal a Wayback Machine-ben
- Urban Legends Reference Pages: Celery and Negative Calories[halott link]